# العلاقات المالديفية الهندوراسية
العلاقات المالديفية الهندوراسية هي العلاقات الثنائية التي تجمع بين المالديف وهندوراس.

## مقارنة بين البلدين
هذه مقارنة عامة ومرجعية للدولتين:
| وجه المقارنة                                              | المالديف       | هندوراس          |
| --------------------------------------------------------- | -------------- | ---------------- |
| المساحة (كم2)                                             | 298            | 112.49 ألف       |
| عدد السكان (نسمة)                                         | 436.33 ألف     | 9.27 مليون       |
| الكثافة السكانية (ن./كم²)                                 | 146.42 ألف     | 82.41            |
| العاصمة                                                   | ماليه          | تيغوسيغالبا      |
| اللغة الرسمية                                             | اللغة الديفهي  | اللغة الإسبانية  |
| العملة                                                    | روفيه مالديفية | لمبيرة هندوراسية |
| الناتج المحلي الإجمالي (بليون دولار)                      | 4.60 مليار     | 22.98 مليار      |
| الناتج المحلي الإجمالي (تعادل القوة الشرائية) بليون دولار | 5.23 مليار     | 41.14 مليار      |
| الناتج المحلي الإجمالي الاسمي للفرد دولار أمريكي          | 8.39 ألف       | 2.53 ألف         |
| الناتج المحلي الإجمالي للفرد دولار أمريكي                 | 12.53 ألف      | 4.91 ألف         |
| مؤشر التنمية البشرية                                      | 0.706          | 0.606            |
| رمز المكالمات الدولي                                      | +960           | +504             |
| رمز الإنترنت                                              | .mv            | .hn              |
| المنطقة الزمنية                                           | ت ع م+05:00    | 00               |

## منظمات دولية مشتركة
يشترك البلدان في عضوية مجموعة من المنظمات الدولية، منها:
| علم المنظمة | اسم المنظمة                        | تاريخ انضمام المالديف | تاريخ انضمام هندوراس |
| ----------- | ---------------------------------- | --------------------- | -------------------- |
|             | مؤسسة التنمية الدولية              | 13 يناير 1978         | 23 ديسمبر 1960       |
|             | يونسكو                             | 18 يوليو 1980         | 16 ديسمبر 1947       |
|             | وكالة ضمان الاستثمار متعدد الأطراف | 19 مايو 2005          | 30 يونيو 1992        |
|             | الأمم المتحدة                      | 21 سبتمبر 1965        | 17 ديسمبر 1945       |
|             | الاتحاد البريدي العالمي            | ?                     | ?                    |
|             | البنك الدولي للإنشاء والتعمير      | 13 يناير 1978         | 27 ديسمبر 1945       |
|             | الاتحاد الدولي للاتصالات           | 28 فبراير 1967        | 27 أكتوبر 1925       |
|             | منظمة حظر الأسلحة الكيميائية       | ?                     | ?                    |
|             | مؤسسة التمويل الدولية              | 2 فبراير 1983         | 20 يوليو 1956        |
|             | منظمة التجارة العالمية             | ?                     | ?                    |
|             | منظمة الشرطة الجنائية الدولية      | ?                     | ?                    |

## وصلات خارجية
- موقع وزارة الخارجية المالديفية
- موقع وزارة الخارجية الهندوراسية